# Higuera de la Serena
Higuera de la Serena és un municipi a la província de Badajoz (comunitat autònoma d'Extremadura). El 2023 tenia 903 habitants.